# 孟强华
孟强华（1966年5月13日—），吉林长春人，中国男子网球运动员，现任北京市体育局党组成员、副局长。他曾获得1990年亚洲运动会网球比赛男子双打金牌，搭档是夏嘉平。